# Liste der Kulturdenkmäler in Schönborn (Pfalz)
In der Liste der Kulturdenkmäler in Schönborn sind alle Kulturdenkmäler der rheinland-pfälzischen Ortsgemeinde Schönborn aufgeführt. Grundlage ist die Denkmalliste des Landes Rheinland-Pfalz (Stand: 27. November 2018).

## Einzeldenkmäler
| Bezeichnung | Lage                       | Baujahr                           | Beschreibung | Bild |
| ----------- | -------------------------- | --------------------------------- | --- | ---- |
| Sonnenuhr   | Ortsstraße, an Nr. 36 Lage | 1842                              | Sonnenuhr, reliefierte Sandsteinplatte, 1842 | BW   |
| Rathaus     | Ortsstraße 46 Lage         | erste Hälfte des 18. Jahrhunderts | ehemaliges Schulhaus, heute Bürgermeisteramt; barocker Krüppelwalmdachbau, teilweise Fachwerk, erste Hälfte des 18. Jahrhunderts; ortsbildprägend | BW   |